# Коломбара Мелкиори (Мантова)
Коломбара Мелкиори је насеље у Италији у округу Мантова, региону Ломбардија.
Према процени из 2011. у насељу је живело 42 становника. Насеље се налази на надморској висини од 97 м.